# Tecelão-de-cabeça-vermelha
Tecelão-de-cabeça-vermelha  (Anaplectes rubriceps) é uma espécie de ave da família Ploceidae. É a única espécie do género Anaplectes.
Pode ser encontrada nos seguintes países: África do Sul, Angola, Benim, Botswana, Burkina Faso, Burundi, Camarões, República Centro-Africana, República Democrática do Congo, Costa do Marfim, Etiópia, Gabão, Gâmbia, Gana, Guiné, Guiné-Bissau, Malawi, Mali, Moçambique, Namíbia, Nigéria, Quénia, Ruanda, Senegal, Somália, Sudão, Sudão do Sul, Essuatíni, Tanzânia, Togo, Uganda, Zâmbia e Zimbabwe.